# غفار (روستا)
 غفار  به عربی ( غَفار )، روستایی است در دهستان نعمان از توابع استان حُدَیده در کشور یمن در شبه جزیره عربستان.

## جمعیت
جمعیت آن (۴۰ ) نفر (۵ خانوار) می‌باشد.